# Становништво и насеља на Антарктику
Антарктик није политички ентитет, његов статус је регулисан „Уговором о Антарктику“, потписаним у Вашингтону 1959. године, који обавезује потписнике да територију Антарктика користе само у мирољубиве сврхе и за научна истраживања.
Већина истраживачких станица је постављена на ободу континента, на стенама а не на покретном леду. На стотине научника смештено је у изолованим капсулама које се налазе и до 3000 метара изнад залеђене воде. Капсуле су високе и по 16 m и оне саме по себи нису довољне за заштиту од хладноће. Зато се у свакој таквој капсули подижу засебни објекти разних намена. Једне су предвиђене за смештај људи, а друге за складиштење хране, горива, разних инструмената и апарата.

## Снабдевање и веза
Снабдевање храном и другим потрепштинама често је могуће спровести само из ваздуха. Специјални авиони при томе не гасе своје моторе, јер је температура толико ниска да се гориво у мотору може заледити. Залихе хране се допремају у великим количинама, које могу да задовоље потребе за годину дана. То су основне превентивне мере у случају катастрофа од којих је у овом случају највећа и најчешћа пожар.
Радио-апарати омогућују успостављање веза између кампова који су међусобно удаљени и по неколико стотина километара. Станице су опремљене специјалним апаратима, камерама, капсулама и за рад у води, кавезима и моторним возилима.

## Истраживање континента
С времена на време, зависно од потребе, на Антарктик из Минесоте се допремају посебно дресирани пси трагачи. Они овде не бораве дуго због неподношљивих климатских услова. Пси трагачи су од велике помоћи истраживачима Антарктика јер једино они могу да осете присуство опасних, великих пукотина испод леда и на време зауставе истраживачку екипу спречавајући тако потенцијалне несреће. У недостатку ових паса који вуку санке користе се специјална моторна возила, али њихов највећи проблем је велика потрошња горива. Истраживања по копну обављају се помоћу одашиљача и апарата за регистровање. Те активности су често ометане мећавама, тако да су научници приморани да доста времена проводе под водом. Рад у води им олакшава ронилачка опрема направљена специјално за ове сурово хладне воде, капсуле са камерама, и кавези који их штите од антарктичких грабљиваца и китова убица и фока леопарда које су дуге и до 4 метра.

## Туристи на Антарктику
У последње време расте интересовање туриста широм света који желе да посете овај по много чему посебан континент. Осим авантуристичког духа и храбрости за овакву пустоловину потребно је и доста новца тако да је број туриста још увек минималан. То не значи да се стање у будућности неће променити, напротив прогнозира се лепа будућност развоју туризма на Антарктику. То ће бити једна од најпримамљивијих туристичких дестинација.

## Списак научних станица
| Име станице                               | Место | Држава                           | Садржај станице | Временска зона |
| ----------------------------------------- | --- | -------------------------------- | --- | -------------- |
| Амундсен-Скот Јужни пол                   | Јужни пол | ( САД)                           | |                |
| Арцтовски Хенрик                          | Острво краља Џорџа (62° 10′ S 058° 28′ W / 62.167° Ј; 58.467° З)                                                             | ( Пољска)                        | |                |
| генерал Артигас                           | | ( Уругвај)                       | |                |
| генерал Белграно II                       | (Координате: Недостаје географска ширина Invalid arguments have been passed to the {{#coordinates:}} function)               | ( Аргентина)                     | Лабораторија и метеоролошка станица |                |
| Белингхаусен                              | Острво краља Џорџа (62° 11′ S 58° 57′ W / 62.183° Ј; 58.950° З)                                                              | ( Русија)                        | |                |
| База генерал Бернардо О`Хигинс Рикелме    | Полуострво Антарктик | ( Чиле) - Чилеанска војска       | |                |
| Браун Алмиранте                           | (Координате: Недостаје географска ширина Invalid arguments have been passed to the {{#coordinates:}} function)               | ( Аргентина)                     | Лабораторија и метеоролошка станица | (UTC-3)        |
| Велики зид                                | (Координате: Недостаје географска ширина Invalid arguments have been passed to the {{#coordinates:}} function)               | ( Кина)                          | |                |
| академик Вернадски                        | Острво Галиндез, (65° 14′ S 64° 15′ W / 65.233° Ј; 64.250° З)                                                                | ( Украјина)                      | |                |
| Восток                                    | (Координате: Недостаје географска ширина Invalid arguments have been passed to the {{#coordinates:}} function)               | ( Русија)                        | | (UTC+6)        |
| Дејвис                                    | Земља принцезе Елизабете | ( Аустралија)                    | | (UTC+7)        |
| Дурвил Думон                              | (Координате: Недостаје географска ширина Invalid arguments have been passed to the {{#coordinates:}} function)               | ( Француска)                     | | (UTC+10)       |
| професор Хулио Ескудеро                   | Острво краља Џорџа | ( Чиле)                          | |                |
| Есперанца                                 | (Координате: Недостаје географска ширина Invalid arguments have been passed to the {{#coordinates:}} function)               | ( Аргентина)                     | Лабораторија и метеоролошка станица(од 1952), радио-станица(LRA Arcangel), школа(од 1978) и туристички капацитети.                        |                |
| Жонгшан                                   | (Координате: Недостаје географска ширина Invalid arguments have been passed to the {{#coordinates:}} function)               | ( Кина)                          | |                |
| Кејси                                     | Залив Винсенс | ( Аустралија)                    | | (UTC+8)        |
| свети Климент Охридски                    | острво Ливингстон, (62° 38′ S 60° 21′ W / 62.633° Ј; 60.350° З)                                                              | ( Бугарска)                      | Основана 1988, поседује лабораторију и метеоролошку станицу, прву православну цркву (Свети Иван Рилски), а обавља и биолошка истраживања. |                |
| Конкордија                                | (75° S 123° E) | ( Француска- Италија)            | |                |
| Кунлун                                    | (Координате: Недостаје географска ширина Invalid arguments have been passed to the {{#coordinates:}} function)               | ( Кина)                          | Основана 2009. године |                |
| Лав-Раковица                              | | ( Румунија)                      | |                |
| Мајтри                                    | Близу Ширмахерове области. (70° 45.58′ S 11° 43.56′ E / 70.75967° Ј; 11.72600° И)                                            | ( Индија)                        | |                |
| острво Маквари                            | | ( Аустралија)                    | |                |
| База Марамбо                              | Острво Сејмор-Марамбо (64° 14′ S 56° 37′ W / 64.233° Ј; 56.617° З)                                                           | ( Аргентина)                     | Лабораторија, метеоролошка станица, као и писта(1.2km x 30m од 1969);                                                                        |                |
| Мачу Пикчу                                | Залив Адмиралити, Острво краља Џорџа                                                                                         | ( Перу)                          | |                |
| МекМардо                                  | Росово острво | ( САД)                           | | (UTC+12)       |
| Мендел                                    | Острво Џејмса Роса | ( Чешка)                         | Основана 2006. године за биолошка, климатска и геолошка истраживања.                                                                      |                |
| Мизухо                                    | (Координате: Недостаје географска ширина Invalid arguments have been passed to the {{#coordinates:}} function)               | ( Јапан)                         | |                |
| Мирњи                                     | (Координате: Недостаје географска ширина Invalid arguments have been passed to the {{#coordinates:}} function)               | ( Русија)                        | |                |
| Молодезнаја                               | (Координате: Недостаје географска ширина Invalid arguments have been passed to the {{#coordinates:}} function)               | ( Русија)                        | |                |
| Едвардо Фреј Монталва и Виља лас Естрељас | Острво краља Џорџа | ( Чиле)-Чилеанско ваздухопловсто | |                |
| Мосон                                     | Земља Мак Робертсона | ( Аустралија)                    | | (UTC+6)        |
| Новолазаревска                            | Земља Друн Мод (70° 46′ S 11° 51′ E / 70.767° Ј; 11.850° И)                                                                  | ( Русија)                        | |                |
| Георг фон Нојмајер                        | (Залив Атка) (70° 39′ S 08° 15′ W / 70.650° Ј; 8.250° З)                                                                     | ( Немачка)                       | |                |
| База Оркадас                              | Оркадас острва (60° 44′ S 44° 44′ W / 60.733° Ј; 44.733° З)                                                                  | ( Аргентина)                     | Основана 1904. |                |
| Палмер                                    | Острво Анверс | ( САД)                           | | (UTC-4)        |
| Прогрес                                   | (Координате: Недостаје географска ширина Invalid arguments have been passed to the {{#coordinates:}} function)               | ( Русија)                        | |                |
| Ротер Истраживања                         | (Координате: Недостаје географска ширина Invalid arguments have been passed to the {{#coordinates:}} function)               | ( Уједињено Краљевство)          | | (UTC-3)        |
| Сан Мартин                                | (Координате: Недостаје географска ширина Invalid arguments have been passed to the {{#coordinates:}} function)               | ( Аргентина)                     | Основана 1951, поседује лабораторију и метеоролошку станицу.                                                                              |                |
| Станица САНАЕ                             | Смештена је на обалском леду земље краљице Мод                                                                               | ( Јужна Африка) - САНАЕ          | |                |
| краљ Се Јонг                              | Острво краља Џорџа (62° 13′ S 58° 47′ W / 62.217° Ј; 58.783° З)                                                              | ( Јужна Кореја)                  | |                |
| База Скот                                 | (Координате: Недостаје географска ширина Invalid arguments have been passed to the {{#coordinates:}} function) Росово острво | ( Нови Зеланд)                   | | (UTC+12)       |
| Трол                                      | Земља краљице Мод (72° 00′ S 2° 32′ E / 72.000° Ј; 2.533° И)                                                                 | ( Норвешка)                      | |                |
| командант Фераз                           | Острво краља Џорџа (62° 08′ S 58° 40′ W / 62.133° Ј; 58.667° З)                                                              | ( Бразил)                        | |                |
| Халеј Истраживња                          | (Координате: Недостаје географска ширина Invalid arguments have been passed to the {{#coordinates:}} function)               | ( Уједињено Краљевство)          | |                |
| Џанготри Дашкин                           | | ( Индија)                        | Данас је напуштена, радила од 1984. до 1991. године.                                                                                      |                |
| Џина                                      | (Координате: Недостаје географска ширина Invalid arguments have been passed to the {{#coordinates:}} function)               | ( Пакистан)                      | |                |
| Џубани                                    | (Координате: Недостаје географска ширина Invalid arguments have been passed to the {{#coordinates:}} function)               | ( Аргентина)                     | Основана 1953 |                |
| Шова                                      | (Координате: Недостаје географска ширина Invalid arguments have been passed to the {{#coordinates:}} function)               | ( Јапан)                         | | (GMT+3)        |

Емилијо Маркос Палма је прва особа рођена на Антарктику. Родио се 1978. године у бази Есперанца, у којој су радили његови родитељи.